# Redditi da capitale
In Italia i redditi da capitale trovano la loro regolamentazione negli artt. 44 - 48 del Testo Unico delle Imposte sui Redditi (TUIR).
L'attuale disciplina è frutto di un duplice intervento normativo:
- il D.lgs. 461/1997[2] che ha introdotto modifiche sul sistema di imposizione dei redditi di natura finanziaria
- il D.lgs. 344/2003[3], che ha regolato ex novo i redditi derivanti dalla partecipazione in società.

Dall'art.44 lett.h del t.u.i.r si può ricavare una definizione generale della categoria. Tale definizione stabilisce il confine tra redditi di capitale e redditi diversi, escludendo dai primi i casi in cui dall'impiego di capitali scaturisca un differenziale positivo o negativo derivante da eventi futuri ed incerti.

## Descrizione
Il reddito di capitale è uno dei sei tipi di reddito costituenti la base imponibile dell'IRPEF (indicato all'Art. 6, comma 1, lettera b del TUIR).

### Definizione di reddito da capitale (Art. 44 - 45 TUIR)
Sono considerati "redditi da capitale":
- gli interessi e altri proventi derivanti da mutui, depositi e conti correnti;
- gli interessi e altri proventi delle obbligazioni e titoli similari, degli altri titoli diversi dalle azioni, nonché dei certificati di massa;
- le rendite perpetue e le prestazioni annue perpetue (ai sensi degli artt. 1861 - 1869 c.c.);
- i compensi per prestazioni di fideiussione o di altra garanzia;
- gli utili derivanti dalla partecipazione a società soggette all'IRES;
- gli utili derivanti da associazioni in partecipazione e dai contratti nel comma 1 dell'art. 2554 c.c.;
- i proventi derivanti dalla gestione di masse patrimoniali, da riporti, dal mutuo di titoli garantito, etc.;
- gli interessi e gli altri proventi derivanti da altri rapporti aventi per oggetto l'impiego del capitale;

Tali fattispecie possiamo raggrupparle in due sottogruppi: 
- Redditi che implicano un rapporto finanziario derivante da un impiego di capitale;
- Proventi che traggono origine da un rapporto di partecipazione, derivante da un capitale conferito in una società o ente a cui il soggetto conferente partecipa in qualità di socio, possedendone i titoli[6]

Il reddito di capitale, quindi, è costituito dall'ammontare degli interessi, utili e altri proventi percepiti nel periodo d'imposta, senza alcuna deduzione. (art. 45, c.1)

## Modalità di determinazione e tassazione
Per quanto attiene il profilo della determinazione e tassazione dei redditi di capitale, la normativa di riferimento si colloca all’art.45. Nel regime ordinario di tassazione individuiamo tre regole generali fondamentali:
- Tassazione alla fonte: metodo di imposizione fiscale in cui le imposte vengono trattenute direttamente al momento del pagamento, prima che il beneficiario riceva l’importo netto. Tal modalità di tassazione avviene, nella maggior parte dei casi, con le forme della ritenuta alla fonte a titolo di imposta, con la quale chi eroga il pagamento (c.d. sostituto di imposta) trattiene la somma dovuta direttamente dal reddito, prima del versamento al beneficiario (c.d. sostituto). La somma sottratta costituisce dunque l’imposta finale dovuta sul reddito, in altre parole è una tassazione definitiva.
- Principio di cassa: con riferimento al periodo di imposizione, i redditi di capitale trovano la soluzione nel criterio di cassa, secondo il quale i redditi vengono tassati nel periodo di imposta in cui vengono percepiti.
- Determinazione su base lorda: non sono deducibili le spese sostenute dal contribuente per la produzione del reddito (come ad esempio le spese bancarie inerenti agli interessi percepiti sul conto corrente, e le cd perdite di capitale). Dunque per tali redditi è vietata (a differenza di quando avviene per i redditi diversi di natura finanziaria) la compensazione tra guadagni e perdite.[7].

Tali redditi non sempre sono tassati in via ordinaria. La maggior parte dei redditi sono infatti, soggetti a prelievo attraverso i c.d regimi fiscali sostitutivi dell’ordinaria tassazione, che si avvalgono di strumenti quali la ritenuta alla fonte a titolo d’imposta e l’imposta sostitutiva. La ratio alla base della diversificazione dei regimi di tassazione sta nel favor verso il risparmio, riconducibile all’art. 47 della Costituzione, il quale rimette alla Repubblica il compito di tutelare ed incoraggiare il risparmio e l’investimento azionario.

### L'aliquota nei redditi di capitale
Per quanto attiene il sistema delle aliquote per l’imposizione dei redditi di capitale, assistiamo ad una progressiva riforma nel corso degli anni. Fino al 2011, il regime fiscale prevedeva due aliquote: una del 12,50% e l’altra del 27%, differenziate in relazione alla fattispecie di reddito di capitale. Con la Legge n. 148 del 14 settembre 2011 (Manovra di Ferragosto) il Legislatore ha introdotto un’aliquota unica generalizzata, stabilendo che la ritenuta, la tassazione sostitutiva sui redditi di capitale (nonché sui redditi diversi) fossero stabilite nella misura del 20%. Successivamente, mediante il d.l del 24 aprile 2014 n.66, convertito con Legge del 3 giugno 2014 n.89,  l'aliquota è stata incrementata dal 20 al 26%, salvo alcune eccezioni riguardanti specifici strumenti finanziari (quali per es. gli interessi dei titoli di Stato e di altre obbligazioni pubbliche). Analoghe modifiche hanno interessato i redditi diversi, i quali nel 2018 hanno subito un’ulteriore riforma che ha generalizzato, anche per tale categoria, l’aliquota al 26%.

### I redditi da capitale non sottoposti a cedolare
La maggior parte dei redditi da capitale – essendo sottoposti a una cedolare – non concorrono alla formazione del reddito imponibile e quindi non sono tassati secondo le ordinarie aliquote IRPEF che prevedono un sistema di tassazione progressivo.
Questo comporta che questi particolari redditi di capitale non debbano essere inseriti nella dichiarazione dei redditi, facendo sì che la base imponibile del contribuente rientri in uno scaglione IRPEF più basso.
Questo sistema garantisce una maggiore prevedibilità della tassazione e una semplificazione fiscale.
Esistono però dei redditi da capitale che sfuggono a questa regola e che, al contrario, sono sottoposti alle ordinarie aliquote IRPEF e, di conseguenza, contribuiscono alla formazione della base imponibile..

#### Dividendi provenienti da società in paesi a fiscalità agevolata
Tra i redditi di capitale a cui non si applica la tassazione fissa del 26%, è compresa una particolare tipologia di utili di fonte estera che seguono una regola diversa rispetto agli utili di fonte italiana.
In generale, i dividendi distribuiti da società estere a percettori italiani sono tassati in Italia allo stesso modo dei dividendi provenienti da società italiane, con l'aliquota del 26% se chi li percepisce è una persona fisica che non detiene la partecipazione nell'ambito di un'attività d'impresa.
Tuttavia, quando i dividendi provengono da società localizzate in paesi con regimi fiscali agevolati (inclusi nella cosiddetta lista nera), si applicano regole specifiche.
In questi casi, i dividendi devono essere interamente inclusi nel reddito imponibile del percettore dei dividendi, a meno che il contribuente dimostri che i redditi non sono stati trasferiti nei suddetti paesi per evitare la tassazione. Se si riesce a dimostrazione ciò, si applicano le regole ordinarie di tassazione previste per i redditi di capitale.

#### OICR di diritto estero
Gli OICR (Organismi di Investimento Collettivo del Risparmio) sono entità che raccolgono fondi da vari investitori per investire in diversi strumenti finanziari. I redditi generati da questi fondi sono considerati redditi di capitale a cui viene applicata l’aliquota del 26% (come viene applicata agli altri redditi di capitale).
Parlando, però, degli OICR di diritto estero, esistono tre categorie principali. Gli OICR armonizzati sono quelli che rispettano le direttive europee e, come per gli OICR italiani, i redditi distribuiti in conseguenza alla partecipazione agli OICR sono tassati con la stessa ritenuta del 26%. Gli OICR non armonizzati ma vigilati, invece, non seguono le normative europee, ma sono comunque soggetti a forme di vigilanza nei Paesi in cui operano e, anche per questi fondi, i proventi distribuiti vengono tassati con la ritenuta del 26%. Infine, gli OICR non armonizzati e non vigilati non sono né conformi alle direttive europee né soggetti a vigilanza. In questo caso, i redditi percepiti dai partecipanti vengono considerati parte del reddito complessivo e sono tassati secondo le aliquote IRPEF (pertanto, non vi si applica la cedolare fissa). Dunque, questo sistema di tassazione differenziata dipende dal livello di conformità e di controllo degli OICR rispetto alle normative europee.

#### Altre eccezioni
Altri redditi di capitale non sottoposti a tassazione fissa sono i dividendi e altri strumenti simili, come quelli derivanti da titoli o strumenti finanziari che remunerano completamente attraverso la partecipazione agli utili societari o di un affare specifico. In questo caso, il regime fiscale dipende dal tipo di percettore.
Se il percettore è una persona fisica-imprenditore o una società di persone, i dividendi concorrono a formare il reddito d'impresa imponibile per il 58,14% del loro ammontare. Se invece è un ente non commerciale, i dividendi sono considerati redditi di capitale (tassati poi con IRES) se l'investimento fa parte del patrimonio privato, o redditi d'impresa se l'investimento è parte dei beni d'impresa, e sono tassati per l'intero ammontare. Infine, se il percettore è una società o un ente commerciale, i dividendi concorrono a formare il reddito di impresa imponibile (tassato con IRES) per il 5% del loro ammontare.

### Ratio e critiche della cedolare sui redditi da capitale
La scelta di adottare la cedolare per tassare la quasi totalità dei redditi da capitale, escludendoli dal regime impositivo dell’IRPEF, è basata su diverse ragioni.
- Un primo principio che ha ispirato il legislatore è l’Articolo 47 della Costituzione Italiana[14], secondo cui la Repubblica ha il compito di incoraggiare e tutelare il risparmio: tale obiettivo è raggiunto più facilmente da un’aliquota fissa, rispetto ad una progressiva che cresce all’aumentare del reddito imponibile e pesa maggiormente sui contribuenti.
- Da un punto di vista geopolitico, optare per una tassazione meno gravosa aiuta a trattenere gli investitori in Italia, dal momento che con l’eliminazione delle restrizioni alla circolazione dei capitali all’interno dell’Unione Europea questi possono spostarsi verso regimi fiscali più vantaggiosi.
- Infine, un meccanismo di tassazione sostitutiva attraverso prelievi alla fonte è funzionale e semplifica l’adempimento dei contribuenti.

Tuttavia, questo metodo impositivo presenta alcune criticità. Un'aliquota fissa, basata sulla proporzionalità, è in contrasto con l’articolo 53 comma 2 della Costituzione secondo cui il sistema tributario italiano è informato a criteri di progressività. Inoltre, con il graduale innalzamento della cedolare dall’originario 12,5% all’odierno 26%, si è superato lo scaglione minimo dell’IRPEF (23%), compromettendo la tenuta dell’ordinamento fiscale: si verifica un effetto agevolativo rovesciato, per cui si avvantaggiano i contribuenti titolari di redditi alti, che pagherebbero un’imposta maggiore se i redditi da capitale venissero computati per l’IRPEF, e si penalizzano i titolari di redditi più bassi, che rientrerebbero nello scaglione del 23%. Ciò vanifica la politica redistributiva implicata nell’Articolo 53 comma 1 della Costituzione, per cui si deve concorrere alle spese pubbliche in ragione della propria capacità contributiva, il principio di uguaglianza espresso dall’Articolo 3 della Costituzione, e anche le finalità di incentivo del sopramenzionato Articolo 47.
A queste critiche si può obiettare che la Costituzione non dispone in modo esplicito che si usino aliquote progressive, ma richiede in maniera più generale di applicare criteri di progressività: dunque la progressività può essere ottenuta attraverso meccanismi diversi; sempre su questa linea, la Corte Costituzionale considera il principio di progressività come un mero criterio direttivo, e ciò che importa è che si possa ricavare dal sistema tributario nel suo complesso.

### La doppia imposizione sugli utili societari
Tra le categorie di redditi di capitale rientra quella relativa agli utili che derivano dalla partecipazione alle società che sono soggette all’IRES.
I proventi derivanti da capitali impiegati in attività finanziarie di partecipazione, ovvero i dividendi di partecipazione, presentano un’imposizione diversa rispetto agli altri redditi da capitale.
Il peso fiscale effettivo non è solo del 26%, come vengono generalmente tassati i redditi da capitale, in quanto sono due i livelli impositivi che si sommano insieme: quanto viene tassato a livello societario e quanto tassato al momento della distribuzione ai soci. Quando la società realizza un utile paga sopra il 24% di IRES e, quando lo distribuisce tra i soci, questi ultimi pagano a loro volta sulla propria quota il 26%: è per questa ragione che si parla di doppia imposizione. La doppia imposizione non è sempre stata di tale entità ed estensione. Fino al 2018 c’era una distinzione nella tassazione delle partecipazioni a seconda che fossero qualificate o meno.
- Per i soci titolari di partecipazioni qualificate, gli utili erano in parte inclusi nella base imponibile IRPEF secondo una percentuale inizialmente fissata al 40% (poi elevata fino al 58,14%). Questo consentiva di contenere il peso complessivo del prelievo fiscale (considerando dunque sia il prelievo avvenuto in capo alla società a titolo IRES, sia l’ulteriore tassazione a titolo IRPEF) entro la soglia massima del 43%, in linea con quella prevista per l’ultimo scaglione IRPEF.
- I soci non qualificati, con partecipazioni minori, sono sempre stati tassati in via sostitutiva, con applicazione di una ritenuta proporzionale dell'importo percepito a seguito di detrazione IRES e senza possibilità di optare per la tassazione ordinaria. Tale aliquota era in origine molto più bassa (12,5%) e, solo in seguito, è cresciuta fino all’attuale 26%.

Poiché la tassazione più elevata dei soci non qualificati contrastava con il principio di uguaglianza, il legislatore è intervenuto con la Legge di bilancio 2018: invece di risolvere tale disparità abbassando il livello impositivo delle partecipazioni non qualificate, vi ha equiparato quello delle partecipazioni qualificate.
Quindi adesso tutti i dividendi sono tassati con l’aliquota fissa e non concorrono alla formazione della base imponibile per l’IRPEF, e il problema della doppia imposizione riguarda tutti i dividendi.

## Altre caratteristiche sulla determinazione

### Imposta applicata
Per i redditi di capitale si applica un'imposta fissa chiamata cedolare. Si tratta di un 'aliquota standard è fissata al 26% a seguito dell'incremento stabilito dal Decreto-legge n. 66 del 4 aprile 2014 ed è applicata sui redditi derivanti da capitale, comprendendo interessi, dividendi e altri proventi finanziari. Tuttavia, esistono eccezioni con aliquote ridotte per particolari tipologie di redditi di capitale, ideate per incentivare certi investimenti e rispettare accordi europei.

### Aliquote ridotte

#### Titoli di Stato
I titoli di Stato italiani, inclusi i buoni del tesoro e le obbligazioni emesse dalla Cassa Depositi e Prestiti, sono soggetti a un’aliquota ridotta del 12,5%. Questa agevolazione fu introdotta dal Decreto-legge n. 556 del 1986 per incentivare gli investimenti in debito pubblico italiano. Questo regime è mantenuto per promuovere la sostenibilità del debito pubblico e incentivare l'acquisto di titoli da parte degli investitori, sia nazionali sia esteri.

#### Fondi pensione dell'Unione Europea
Gli utili distribuiti ai fondi pensione istituiti nei Paesi membri dell'Unione Europea o aderenti all'Accordo sullo Spazio Economico Europeo (SEE) sono soggetti a un'aliquota agevolata dell'11%, come previsto dall’articolo 27, comma 3 del DPR n. 600 del 1973. Questa disposizione si fonda su accordi di cooperazione fiscale e sulla “white list” che identifica i Paesi con un adeguato scambio di informazioni fiscali con l'Italia, sostenendo così la libera circolazione dei capitali.

#### Utili di società italiane e società residenti in altri Stati UE
In conformità all'articolo 27, comma 3-ter, del DPR n. 600 del 1973, gli utili distribuiti da società italiane a società o enti residenti in altri Stati membri dell’Unione Europea o SEE (inclusi nella "white list") sono soggetti a una ritenuta agevolata pari all'1,2%. L'obiettivo di questa misura è mitigare il rischio di doppia imposizione e favorire l’investimento estero, agevolando il flusso di capitali all’interno dell’UE.

#### Interessi infragruppo
La tassazione degli interessi sui prestiti infragruppo tra società affiliate residenti in Paesi membri dell’UE è disciplinata dalla Direttiva 2003/49/CE, recepita in Italia con l'introduzione di un’aliquota agevolata al 5% sugli interessi infragruppo. Questo regime mira a prevenire la doppia imposizione e a incentivare l'uso di finanziamenti transfrontalieri tra società consociate, facilitando la competitività delle imprese italiane nell'UE.

## Confronto tra redditi di capitale e redditi diversi di natura finanziaria

### Introduzione ai redditi diversi di natura finanziaria
I redditi diversi sono delineati in linea generale negli articoli 67-71 del T.U.I.R. Questa categoria, similarmente alla categoria dei redditi di capitale, non trova una definizione generale nell'ordinamento Italiano ed è composta da numerose fattispecie eterogenee che hanno come fonte un impiego di capitale o lo svolgimento di un'attività.
All'articolo 67 del T.U.I.R si può trovare un elenco tassativo dei redditi di fonte lecita, che non essendo compresi nelle altre categorie di reddito, rientrano nella categoria dei redditi diversi. Tra questi, troviamo il gruppo dei redditi diversi di natura finanziaria i quali comprendono i differenziali che - come per i redditi di capitale - derivano da un impiego del capitale, distinguendosi, tuttavia, in quanto sono condizionati da eventi futuri e incerti; inoltre, per questa categoria, al fine di determinare la base imponibile, è consentita la compensazione tra guadagni e perdite.
I redditi diversi, come i redditi di capitale, sono tassati in capo al soggetto che è titolare della fonte di reddito al momento della percezione (principio di cassa). 
I redditi diversi possono essere sottoposti a 3 differenti regimi di tassazione: regime dichiarativo, amministrativo e gestito.

### Problematiche emerse dallo studio delle due categorie
Queste due categorie di reddito mostravano, sin dall'inizio, numerose somiglianze a causa dell'originaria struttura dei redditi diversi di natura finanziaria. Tali similitudini hanno subito un notevole aumento a seguito delle riforme apportate dal legislatore tramite il D.L 66/2014 e con l'approvazione della legge di bilancio per il 2018. Il D.L 66/2014 ha uniformato l'aliquota al 26% per quasi tutte le tipologie di redditi di capitale. In seguito con la seconda riforma è stato uniformato il prelievo con imposta sostitutiva del 26% sulle plusvalenze derivanti dalle cessioni di partecipazione sia qualificate che non, dunque sui redditi diversi di natura finanziaria. 
Sempre di più, a causa della sovrapposizione del trattamento impositivo delle due categorie, numerosi autori in dottrina evidenziano come, la distinzione tra queste, si riduca ad essere ormai solo nominalistica e dunque irragionevole.
A detta di parte della dottrina, un'altra problematica emerge dall'analisi di uno dei tre regimi di tassazione previsti per i redditi diversi : il regime del risparmio gestito. Questo regime consente, per la prima volta nel sistema tributario Italiano, la possibilità di assoggettare ad imposizione la sommatoria dei redditi di capitale e di quelli diversi di natura finanziaria, ammettendo dunque la compensazione di queste due categorie. Grazie a questo regime è possibile dedurre le minusvalenze anche dai redditi di capitale. Alla luce di questa disciplina, la dottrina ha ribadito che la distinzione tra le due categorie rimane ormai solo su un piano nominalistico e di come, dinanzi al regime del risparmio gestito, vengano meno tutti i tentativi di distinzione.
Infine, un ultimo problema sorge quando consideriamo che, al di fuori del regime di risparmio gestito, generalmente, non è possibile compensare le componenti positive della categoria dei redditi di capitale con le minusvalenze della categoria dei redditi diversi. Facendo un esempio pratico : nei casi di partecipazione ai fondi comuni d'investimento, i  guadagni negativi vengono classificati come minusvalenze (dunque redditi diversi di natura finanziaria), mentre se sono positivi vengono considerati redditi di capitale; per queste ragioni le minusvalenze derivanti dal riscatto dei fondi non possono essere compensate con i proventi degli stessi. In considerazione di quanto delineato parte della dottrina ha sottolineato come questo sistema sia controproducente per la crescita economica del paese, incrementando inoltre i comportamenti elusivi dei contribuenti.

### Soluzioni proposte
Al fine di superare le numerose problematiche esposte, la dottrina e il legislatore hanno proposto la formazione di un'unica categoria di redditi di natura finanziaria.
Una prospettiva di unificazione viene citata nel disegno di Legge delega sulla riforma fiscale del 22 giugno 2022, il cui iter di approvazione è stato interrotto per ragioni politiche; la questione ritorna con la Legge delega del 9 agosto 2023, n.111, la quale segna i principi direttivi che il Governo deve seguire per dare attuazione alla riforma fiscale, entro 24 mesi, mediante l’emanazione di uno o più decreti legislativi. Il disegno di legge delega individua specifici criteri e principi direttivi, racchiusi all’interno dell’art. 5, comma 1, lett. d), inerenti all’armonizzazione della disciplina dei redditi di natura finanziaria, prevedendo la creazione di un’unica categoria reddituale.
Si prevede la determinazione dei redditi di natura finanziaria sulla base del principio di cassa, con possibilità di compensazione tra gli elementi positivi e negativi di reddito afferenti alle diverse categorie reddituali: si includono, oltre alle perdite derivanti dalla liquidazione di società ed enti e da qualsiasi rapporto avente ad oggetto l'impiego del capitale, anche i costi e gli oneri inerenti. In tal modo, la base imponibile dei redditi finanziari sarebbe costituita dalla somma di tutti i proventi percepiti e di tutte le plusvalenze/minusvalenze e differenziali realizzati nel periodo d’imposta.
È prevista un'imposizione sostitutiva delle imposte sui redditi e delle relative addizionali almeno sui redditi di natura finanziaria attualmente soggetti ad un prelievo a monte a titolo definitivo. Si prevede l’applicazione di un’unica imposta sostitutiva sul risultato complessivo netto dei redditi di natura finanziaria realizzati nell’anno solare, ottenuto dalla somma algebrica di tutti i redditi positivi e negativi di natura finanziaria, con possibilità di riportare le eccedenze negative nei periodi d’imposta successivi a quello di formazione. Il livello di imposizione attualmente previsto per i redditi derivanti da titoli di Stato ed equiparati (ad oggi, l’aliquota è del 12,5%) dovrà essere mantenuto.
Quanto alla dinamica applicativa dell’imposta sostitutiva, è previsto un obbligo dichiarativo da parte del contribuente, che però potrà, in alternativa, optare per l’applicazione di un regime semplificato, caratterizzato dall’attribuzione di una serie di obblighi agli intermediari autorizzati. In quest’ultimo caso, dunque, non vi sarà alcun obbligo dichiarativo in capo al contribuente e, al contrario, graverà in capo al soggetto che applica l’imposta sostitutiva l’obbligo di comunicare all’Agenzia delle entrate le informazioni rilevanti.
Viene stabilita, inoltre, la razionalizzazione della disciplina in materia di rapporti finanziari basata sull'utilizzazione di tecnologie digitali.